# Strażnica (województwo zachodniopomorskie)
Strażnica – osada leśna w północno-zachodniej Polsce, położona w województwie zachodniopomorskim, w powiecie kamieńskim, w gminie Golczewo, nad strugą Stawną.
W latach 1946–1998 miejscowość położona była w województwie szczecińskim.